# Politieke economie

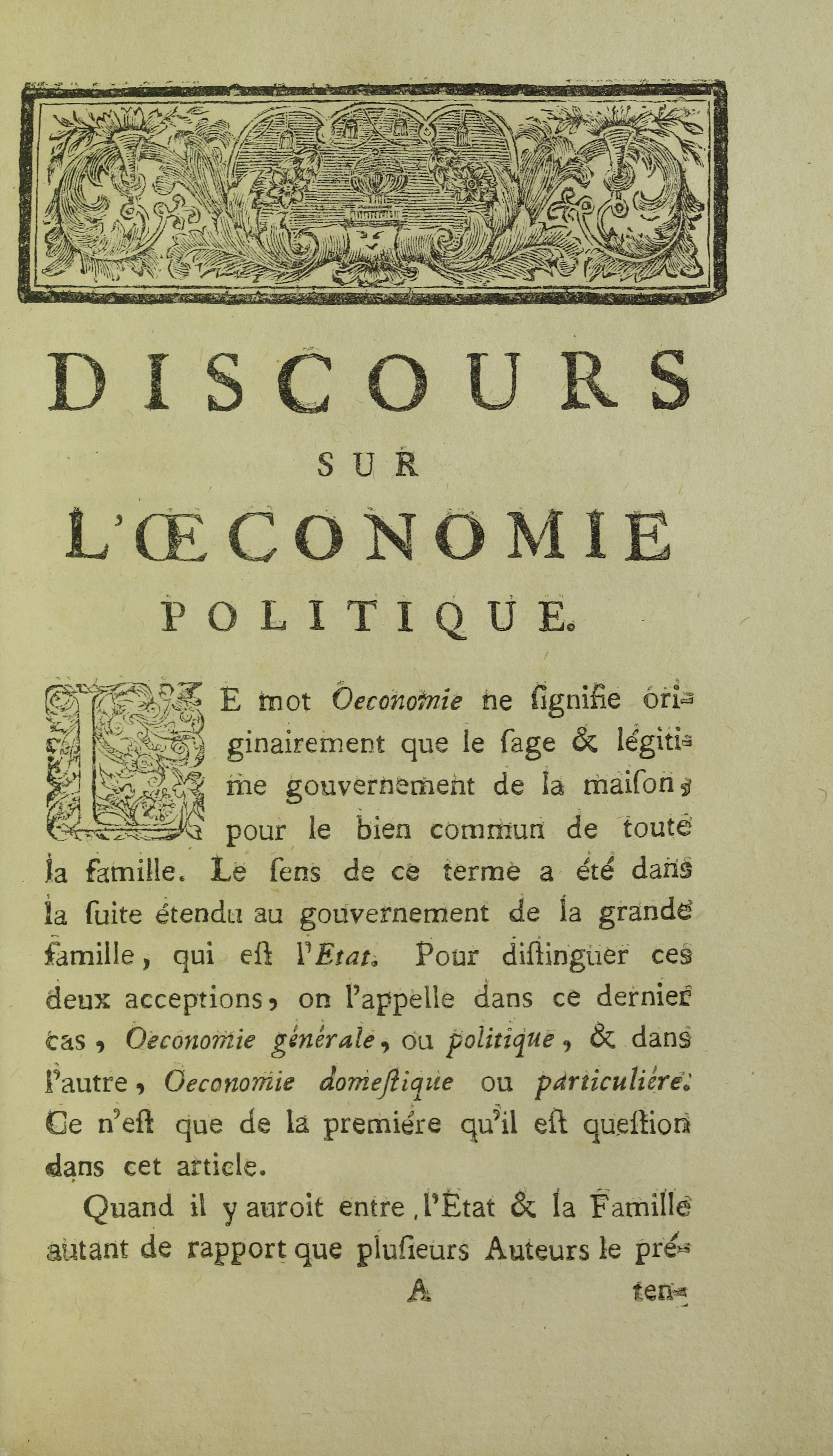
Discours sur l'oeconomie politique, Jean-Jacques Rousseau, 1758

Politieke economie is een interdisciplinaire sociale wetenschap, die maatschappelijke vraagstukken benadert met methoden uit de economie, politicologie en sociologie. De naam, in ouderwets Nederlands ook staathuishoudkunde, was de oorspronkelijke benaming voor het vakgebied, dat sinds eind negentiende eeuw economie of algemene economie is gaan heten.

## Geschiedenis
Politieke economie was de originele term voor de studie van de productie van, en de handel in, diensten en goederen, in relatie tot wetten, klanten en overheid. De politieke economie kwam op in de achttiende eeuw, als de studie van de economie van de staat.
Tegenover de fysiocraten, die grondbezit beschouwden als de bron van rijkdom, stelden politieke economen de arbeidtheorie voor. Deze theorie werd geïntroduceerd door John Locke, en verder ontwikkeld door Adam Smith en later Karl Marx. Volgens deze theorie is arbeid de echte bron van rijkdom. Veel politieke economen verwezen daarbij naar de versnelde technologische ontwikkeling. Deze ontwikkeling had een economische rol en de sociale relaties werden nog belangrijker.
Tegen 1900 werd de benaming politieke economie vervangen door 'economie', door mensen die de economie op een mathematische basis bekeken, in plaats van de economie als een structurele relatie van productie en consumptie te beschouwen.

## Eigentijdse uitwerking
Tegenwoordig verwijst de term politieke economie naar een grote variëteit in de studie van economie en politiek gedrag.

### Antropologie
De culturele antropologie duidt met de term politieke economie een samenleving aan, waar de distributie en soms ook de productie van belangrijke goederen niet plaatsvindt op een vrije markt, maar via politieke instituties. Met name in West-Afrika zijn een aantal samenlevingen aan te wijzen waar het grootste deel van de economie werd beheerst door politieke verhoudingen. Mensen zijn verplicht bepaalde goederen/diensten aan de koning te geven. De koning deelt de goederen dan weer uit of geeft mensen voedsel en onderdak in ruil voor militaire ondersteuning. Ook de zogenaamde feodale samenleving in Europa van ca. 600 tot 1400 met zijn wederzijdse verplichtingen tussen horigen en heren zou een politieke economie genoemd kunnen worden.

### Internationale betrekkingen
Waar traditionele economische benaderingen politieke druk niet meenemen als relevant voor besluitvorming, neemt politieke economie ook de invloed mee van belangengroepen of demandeurs die belangrijk zijn voor herverkiezing. Economische verbeteringen zullen dan specifieke groepen betreffen.